# باول روفين
باول روفين (بالإنجليزية: Paul Ruffin)‏ هو فيزيائي أمريكي، ولد في 20 مارس 1955.